# Intersport Heilbronn Open 2010
L'Intersport Heilbronn Open 2010 è stato un torneo professionistico di tennis maschile giocato sul cemento indoor, che faceva parte dell'ATP Challenger Tour 2010. Si è giocato a Talheim in Germania dal 25 al 31 gennaio 2010.

## Partecipanti

### Teste di serie
| Nazionalità | Giocatore                | Ranking* | Testa di serie |
| ----------- | ------------------------ | -------- | -------------- |
| Germania    | Michael Berrer           | 66       | 1              |
| Germania    | Daniel Brands            | 91       | 2              |
| Rep. Ceca   | Jan Hernych              | 109      | 3              |
| Croazia     | Mario Ančić              | 115      | 4              |
| Israele     | Harel Levy               | 116      | 5              |
| Slovacchia  | Karol Beck               | 117      | 6              |
| Germania    | Björn Phau               | 118      | 7              |
| Ucraina     | Oleksandr Dolhopolov Jr. | 123      | 8              |

- Ranking al 18 gennaio 2010.

### Altri partecipanti
Giocatori che hanno ricevuto una wild card:
- Nils Langer
- Louk Sorensen
- Cedrik-Marcel Stebe

Giocatori passati dalle qualificazioni:
- Tobias Kamke
- Jan Mertl
- Michał Przysiężny
- Jurij Ščukin

Giocatori lucky loser:
- Robin Vik

## Campioni

### Singolare
Michael Berrer ha battuto in finale  Andrej Golubev con il punteggio di 6–3, 7–5

### Doppio
Sanchai Ratiwatana /  Sonchat Ratiwatana hanno battuto in finale  Mario Ančić /  Lovro Zovko con il punteggio di 6–4, 7–6(4)